# شجرة كستناء المائة حصان

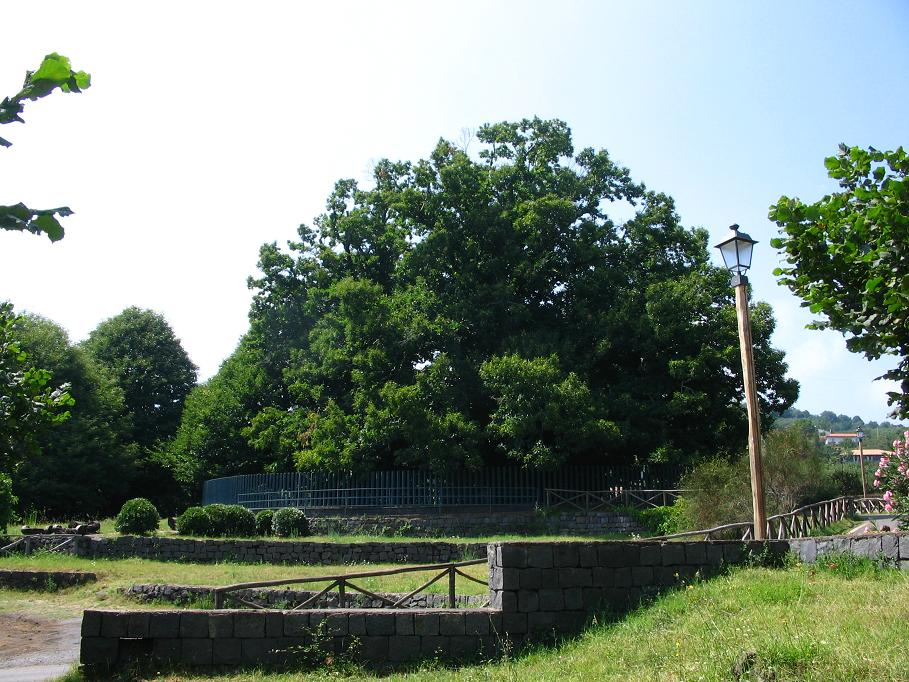
شجرة الكستناء اليوم

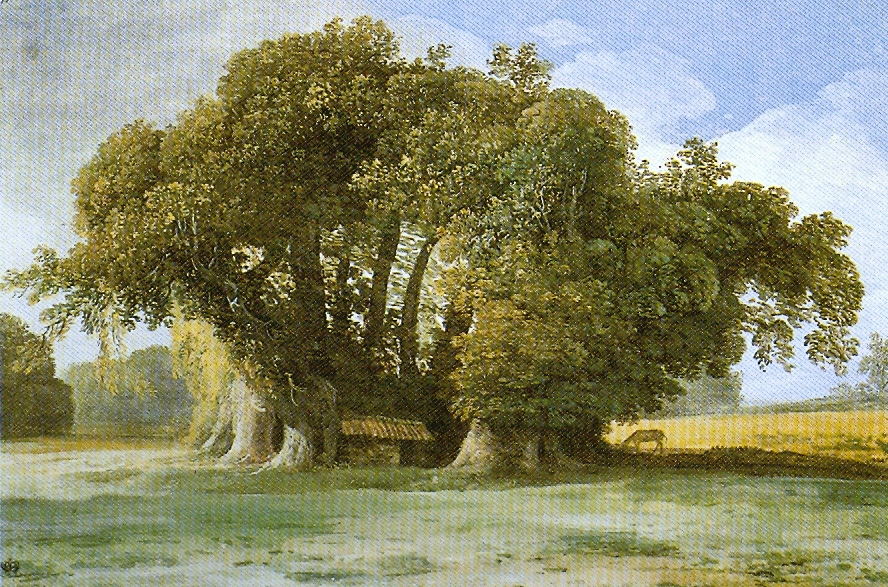
لوحة للشجرة بريشة جان بيير هويل 1777.

شجرة كستناء المائة حصان (بالإيطالية: Castagno dei Cento Cavalli)‏ هي أكبر وأقدم شجرة كستناء معروفة في العالم تقع على طريق في لينجواجلوسا في سانت ألفيو على المنحدر الشرقي لجبل إتنا في صقلية حيث تبعد 8 كيلومترات عن فوهة البركان. يعتقد عموما أنها بعمر 2000 - 4000 سنة (4000 وفقا لبرونو بيرونيل عالم النباتات من تورينو).